# Đội tuyển bóng đá quốc gia Zimbabwe
Đội tuyển bóng đá quốc gia Zimbabwe (tiếng Anh: Zimbabwe national football team) là đội tuyển cấp quốc gia của Zimbabwe do Hiệp hội bóng đá Zimbabwe quản lý.
Thành tích tốt nhất của đội cho đến nay là tấm huy chương bạc của Đại hội Thể thao châu Phi 1995. Đội đã có 5 lần tham dự Cúp bóng đá châu Phi, tuy nhiên đều không vượt qua được vòng bảng.

## Danh hiệu
- Vô địch Cúp COSAFA: 4

Vô địch: 2000; 2003; 2005; 2009
Á quân: 1998; 2001; 2013
Hạng ba: 2004; 2006
- Vô địch Cúp CECAFA: 1

Vô địch: 1985
Á quân: 1983
Hạng ba: 1982

## Thành tích quốc tế

### Giải vô địch bóng đá thế giới
- 1930 đến 1966 - Không tham dự
- 1970 - Không vượt qua vòng loại
- 1974 đến 1978 - Không tham dự
- 1982 đến 2014 - Không vượt qua vòng loại
- 2018 - Bị cấm tham dự
- 2022 - Không vượt qua vòng loại
- 2026 - Không tham dự

### Cúp bóng đá châu Phi
Tính đến hiện tại, Zimbabwe đã có 5 lần tham dự cúp bóng đá châu Phi, tuy nhiên đều không vượt qua được vòng bảng.
| Cúp bóng đá châu Phi | Cúp bóng đá châu Phi                | Cúp bóng đá châu Phi                | Cúp bóng đá châu Phi                | Cúp bóng đá châu Phi                | Cúp bóng đá châu Phi                | Cúp bóng đá châu Phi                | Cúp bóng đá châu Phi                | Cúp bóng đá châu Phi | Cúp bóng đá châu Phi |
| Vòng chung kết: 5    | Vòng chung kết: 5                   | Vòng chung kết: 5                   | Vòng chung kết: 5                   | Vòng chung kết: 5                   | Vòng chung kết: 5                   | Vòng chung kết: 5                   | Vòng chung kết: 5                   | Vòng chung kết: 5    | Vòng chung kết: 5    |
| Năm                  | Thành tích                          | Số trận                             | Thắng                               | Hòa                                 | Thua                                | Bàn thắng                           | Bàn thua                            |                      |                      |
| -------------------- | ----------------------------------- | ----------------------------------- | ----------------------------------- | ----------------------------------- | ----------------------------------- | ----------------------------------- | ----------------------------------- | -------------------- | -------------------- |
| 1957 đến 1980        | Không tham dự, là thuộc địa của Anh | Không tham dự, là thuộc địa của Anh | Không tham dự, là thuộc địa của Anh | Không tham dự, là thuộc địa của Anh | Không tham dự, là thuộc địa của Anh | Không tham dự, là thuộc địa của Anh | Không tham dự, là thuộc địa của Anh |                      |                      |
| 1982 đến 2002        | Không vượt qua vòng loại            | Không vượt qua vòng loại            | Không vượt qua vòng loại            | Không vượt qua vòng loại            | Không vượt qua vòng loại            | Không vượt qua vòng loại            | Không vượt qua vòng loại            |                      |                      |
| 2004                 | Vòng 1                              | 3                                   | 1                                   | 0                                   | 2                                   | 6                                   | 8                                   |                      |                      |
| 2006                 | Vòng 1                              | 3                                   | 1                                   | 0                                   | 2                                   | 2                                   | 5                                   |                      |                      |
| 2008 đến 2015        | Không vượt qua vòng loại            | Không vượt qua vòng loại            | Không vượt qua vòng loại            | Không vượt qua vòng loại            | Không vượt qua vòng loại            | Không vượt qua vòng loại            | Không vượt qua vòng loại            |                      |                      |
| 2017                 | Vòng 1                              | 3                                   | 0                                   | 1                                   | 2                                   | 4                                   | 8                                   |                      |                      |
| 2019                 | Vòng 1                              | 3                                   | 0                                   | 1                                   | 2                                   | 1                                   | 6                                   |                      |                      |
| 2021                 | Vòng 1                              | 3                                   | 1                                   | 0                                   | 2                                   | 1                                   | 3                                   |                      |                      |
| 2023                 | Bỏ cuộc                             | Bỏ cuộc                             | Bỏ cuộc                             | Bỏ cuộc                             | Bỏ cuộc                             | Bỏ cuộc                             | Bỏ cuộc                             | Bỏ cuộc              |                      |
| 2025                 | Vượt qua vòng loại                  | Vượt qua vòng loại                  | Vượt qua vòng loại                  | Vượt qua vòng loại                  | Vượt qua vòng loại                  | Vượt qua vòng loại                  | Vượt qua vòng loại                  | Vượt qua vòng loại   |                      |
| 2027                 | Chưa xác định                       | Chưa xác định                       | Chưa xác định                       | Chưa xác định                       | Chưa xác định                       | Chưa xác định                       | Chưa xác định                       | Chưa xác định        |                      |
| Tổng cộng            | 5 lần vòng 1                        | 15                                  | 3                                   | 2                                   | 10                                  | 14                                  | 30                                  |                      |                      |

### Danh hiệu

#### Cúp COSAFA
- 3 lần vô địch  (2000, 2003, 2005)
- 2 lần á quân

#### Cúp CECAFA
- 1 lần vô địch  (1985)

## Cầu thủ

### Đội hình hiện tại
Đội hình được triệu tập tham dự CAN 2021.
Số liệu thống kê tính đến ngày 18 tháng 1 năm 2022 sau trận gặp Guinée.
| Số | VT | Cầu thủ            | Ngày sinh (tuổi)  | Trận | Bàn | Câu lạc bộ          |
| -- | -- | ------------------ | ----------------- | ---- | --- | ------------------- |
| 21 | TM | Talbert Shumba     | 12 tháng 5, 1990  | 11   | 0   | Nkana               |
| 23 | TM | Martin Mapisa      | 25 tháng 5, 1998  | 2    | 0   | Zamora              |
| 1  | TM | Petros Mhari       | 15 tháng 4, 1989  | 4    | 0   | Platinum            |
|    |    |                    |                   |      |     |                     |
| 14 | HV | Onismor Bhasera    | 7 tháng 1, 1986   | 44   | 0   | SuperSport United   |
| 15 | HV | Teenage Hadebe     | 17 tháng 9, 1995  | 35   | 4   | Houston Dynamo      |
| 6  | HV | Alec Mudimu        | 8 tháng 4, 1995   | 26   | 0   | Torpedo Kutaisi     |
| 12 | HV | Bruce Kangwa       | 24 tháng 2, 1988  | 19   | 0   | Azam                |
| 20 | HV | Peter Muduhwa      | 11 tháng 8, 1993  | 12   | 0   | Highlanders         |
| 5  | TV | Gerald Takwara     | 29 tháng 10, 1994 | 14   | 0   | Ngezi Platinum      |
| 22 | HV | Takudzwa Chimwemwe | 26 tháng 10, 1992 | 12   | 0   | Nkana               |
| 3  | HV | Jordan Zemura      | 14 tháng 11, 1999 | 6    | 0   | Udinese             |
| 2  | HV | Godknows Murwira   | 4 tháng 7, 1993   | 3    | 0   | Platinum Stars      |
|    |    |                    |                   |      |     |                     |
| 16 | TV | Kudakwashe Mahachi | 29 tháng 9, 1993  | 44   | 5   | SuperSport United   |
| 13 | TV | Thabani Kamusoko   | 2 tháng 3, 1988   | 20   | 0   | ZESCO United        |
| 4  | TV | Kelvin Madzongwe   | 1 tháng 5, 1990   | 9    | 0   | Platinum            |
| 11 | TV | Never Tigere       | 16 tháng 12, 1990 | 6    | 1   | Azam                |
| 7  | TV | Ishmael Wadi       | 19 tháng 12, 1992 | 6    | 1   | JDR Stars           |
| 8  | TV | Kundai Benyu       | 12 tháng 12, 1997 | 5    | 0   | Vestri              |
|    |    |                    |                   |      |     |                     |
| 17 | TĐ | Knowledge Musona   | 21 tháng 6, 1990  | 52   | 25  | Al-Tai              |
| 10 | TĐ | Tino Kadewere      | 5 tháng 1, 1996   | 22   | 3   | Lyon                |
| 18 | TĐ | Prince Dube        | 17 tháng 2, 1997  | 14   | 7   | Azam                |
| 9  | TĐ | David Moyo         | 17 tháng 12, 1994 | 5    | 0   | Hamilton Academical |
| 19 | TĐ | Admiral Muskwe     | 21 tháng 8, 1998  | 6    | 1   | Luton Town          |

### Triệu tập gần đây
Các cầu thủ dưới đây được triệu tập trong vòng 12 tháng.
| Vt | Cầu thủ              | Ngày sinh (tuổi)  | Số trận | Bt | Câu lạc bộ                   | Lần cuối triệu tập                |
| -- | -------------------- | ----------------- | ------- | -- | ---------------------------- | --------------------------------- |
| TM | Donovan Benard       | 12 tháng 7, 1995  | 11      | 0  | Chicken Inn                  | v. Ethiopia, 14 November 2021     |
| TM | Taimon Mvula         | 5 tháng 6, 1993   | 1       | 0  | Dynamos                      | v. Ethiopia, 14 November 2021     |
| TM | Washington Arubi     | 29 tháng 8, 1985  | 29      | 0  | Tshakhuma Tsha Madzivhandila | v. Ghana, 12 October 2021         |
| TM | Ariel Sibanda        | 25 tháng 1, 1989  | 5       | 0  | Highlanders                  | v. Zambia, 29 March 2021          |
| TM | Tatenda Mkuruva      | 4 tháng 1, 1996   | 17      | 0  | Michigan Stars               | v. Botswana, 25 March 2021 PRE    |
|    |                      |                   |         |    |                              |                                   |
| HV | Divine Lunga         | 28 tháng 5, 1995  | 18      | 0  | Mamelodi Sundowns            | v. Ethiopia, 14 November 2021     |
| HV | Tendayi Darikwa      | 13 tháng 12, 1991 | 13      | 0  | Wigan Athletic               | v. Ethiopia, 14 November 2021     |
| HV | Brendan Galloway     | 17 tháng 3, 1996  | 0       | 0  | Plymouth Argyle              | v. Ethiopia, 14 November 2021     |
| HV | Rahman Kutsanzira    | 25 tháng 5, 1990  | 4       | 0  | Platinum                     | v. Ghana, 12 October 2021         |
| HV | Kelvin Moyo          | 3 tháng 4, 1993   | 6       | 0  | Nkana                        | v. Ethiopia, 7 September 2021     |
| HV | William Stima        | 29 tháng 3, 1989  | 0       | 0  | Platinum                     | v. Ethiopia, 7 September 2021     |
| HV | Jimmy Dzingai        | 21 tháng 11, 1990 | 11      | 0  | Nkana                        | v. Nam Phi, 3 September 2021 PRE  |
| HV | Qadr Amini           | 26 tháng 1, 1990  | 14      | 2  | Ngezi Platinum               | 2021 COSAFA Cup                   |
| HV | Carlos Mavhurume     | 2 tháng 4, 1996   | 7       | 0  | CAPS United                  | 2021 COSAFA Cup                   |
| HV | MacClive Phiri       | 17 tháng 6, 1993  | 6       | 0  | Venda Football Academy       | 2021 COSAFA Cup                   |
| HV | Andrew Mbeba         | 19 tháng 2, 2000  | 4       | 0  | Highlanders                  | 2021 COSAFA Cup                   |
| HV | Lennox Mucheto       | 13 tháng 7, 1995  | 4       | 0  | Yadah Stars                  | 2021 COSAFA Cup                   |
| HV | Patrick Musaka       | 17 tháng 2, 1997  | 4       | 1  | Harare City                  | 2021 COSAFA Cup                   |
| HV | Malvin Mkolo         | 28 tháng 4, 1996  | 2       | 0  | Bulawayo Chiefs              | 2021 COSAFA Cup                   |
| HV | Victor Kamhuka       | 2 tháng 4, 1990   | 1       | 0  | Southern Samity              | v. Zambia, 29 March 2021          |
| HV | Romario Matova       | 10 tháng 7, 1999  | 1       | 0  | Gabela                       | v. Zambia, 29 March 2021          |
| HV | Tendai Jirira        | 12 tháng 11, 1991 | 0       | 0  | Detroit City                 | v. Zambia, 29 March 2021          |
|    |                      |                   |         |    |                              |                                   |
| TV | Khama Billiat        | 19 tháng 8, 1990  | 48      | 17 | Kaizer Chiefs                | v. Ethiopia, 14 November 2021 RET |
| TV | Marvelous Nakamba    | 19 tháng 1, 1994  | 23      | 0  | Aston Villa                  | v. Ethiopia, 14 November 2021     |
| TV | Farai Madhanaga      | 14 tháng 2, 1995  | 9       | 0  | Marumo Gallants              | v. Ethiopia, 14 November 2021     |
| TV | Blessing Sarupinda   | 13 tháng 12, 1991 | 4       | 1  | Sekhukhune United            | v. Ethiopia, 14 November 2021     |
| TV | Jonah Fabisch        | 13 tháng 8, 2001  | 0       | 0  | Hamburger SV II              | v. Ethiopia, 14 November 2021     |
| TV | Tawanda Maswanhise   | 20 tháng 11, 2002 | 0       | 0  | Leicester City               | v. Ethiopia, 14 November 2021     |
| TV | Marshall Munetsi     | 22 tháng 6, 1996  | 22      | 1  | Stade Reims                  | v. Ethiopia, 12 October 2021      |
| TV | Perfect Chikwende    | 19 tháng 6, 1993  | 2       | 1  | Simba                        | v. Ethiopia, 12 October 2021      |
| TV | Tafadzwa Rusike      | 7 tháng 5, 1989   | 22      | 2  | ZESCO United                 | v. Ethiopia, 7 September 2021     |
| TV | Silas Songani        | 28 tháng 6, 1989  | 11      | 0  | Platinum                     | v. Ethiopia, 7 September 2021     |
| TV | Butholezwe Ncube     | 24 tháng 4, 1992  | 6       | 0  | AmaZulu                      | v. Ethiopia, 7 September 2021     |
| TV | Ovidy Karuru         | 23 tháng 1, 1989  | 50      | 7  | Black Leopards               | v. Nam Phi, 3 September 2021 PRE  |
| TV | Richard Hachiro      | 27 tháng 1, 1998  | 10      | 0  | CAPS United                  | 2021 COSAFA Cup                   |
| TV | King Nadolo          | 4 tháng 12, 1995  | 8       | 0  | Dynamos                      | 2021 COSAFA Cup                   |
| TV | Shadreck Nyahwa      | 5 tháng 1, 1999   | 7       | 0  | Bulawayo Chiefs              | 2021 COSAFA Cup                   |
| TV | Brian Banda          | 9 tháng 9, 1995   | 4       | 0  | Platinum                     | 2021 COSAFA Cup                   |
| TV | Tatenda Tavengwa     | 29 tháng 3, 1997  | 3       | 0  | Harare City                  | 2021 COSAFA Cup                   |
| TV | Nyasha Dube          | 14 tháng 12, 1997 | 1       | 0  | Little Rock Rangers          | 2021 COSAFA Cup                   |
| TV | Tanaka Chinyahara    | 12 tháng 10, 1995 | 3       | 0  | Red Arrows                   | v. Zambia, 29 March 2021          |
| TV | Last Jesi            | 4 tháng 2, 1995   | 1       | 0  | Al-Hilal                     | v. Zambia, 29 March 2021          |
|    |                      |                   |         |    |                              |                                   |
| TĐ | Knox Mutizwa         | 12 tháng 10, 1993 | 18      | 6  | Lamontville Golden Arrows    | v. Ethiopia, 14 November 2021     |
| TĐ | Macauley Bonne       | 26 tháng 10, 1995 | 2       | 1  | Ipswich Town                 | v. Ethiopia, 14 November 2021     |
| TĐ | Terrence Dzvukamanja | 5 tháng 5, 1994   | 12      | 0  | Orlando Pirates              | v. Ghana, 12 October 2021         |
| TĐ | Delic Murimba        | 3 tháng 11, 1999  | 4       | 0  | Bulawayo Chiefs              | 2021 COSAFA Cup                   |
| TĐ | Farau Matare         | 8 tháng 12, 1995  | 0       | 0  | Bulawayo Chiefs              | 2021 COSAFA Cup                   |
| TĐ | Evans Rusike         | 13 tháng 6, 1990  | 28      | 4  | SuperSport United            | v. Zambia, 29 March 2021          |